# リトミシュル
リトミシュル(チェコ語: Litomyšl [ˈlɪtomɪʃl̩] ( 音声ファイル)、ドイツ語: Leitomischl [ˈlaitomiʃl̩])は、チェコ・パルドゥビツェ州に位置する都市。市の中心部に位置するリトミシュル城は、UNESCOの世界遺産に登録された。

## 歴史
ボヘミアの最も東の街であるリトミシュルは、13世紀頃に現れた。
この地は、古くにトルスチェニツェ経路の上に要塞化された集落が元々存在しており、ボヘミアとモラヴィア間の貿易において、重要な地点であった。
1918年まで、オーストリア帝国（ハプスブルク君主国）の領土（1867年のアウスグライヒからは、オーストリア＝ハンガリー帝国下）であった。
また、ボヘミアに94あったBezirkshauptmannschaftenまたは、okresní hejtmanstvíの中の一つである同名の行政区分の中心地であった。

## 主な名所
- リトミシュル城（世界遺産）

## リトミシュルにゆかりのある著名人

### 生誕地
- ベドジフ・スメタナ - 作曲家。7歳の頃にインドジフーフ・フラデツ（英語版、チェコ語版）に移っている。
- August von Jilek - 医師、海洋学者
- Arne Novák - 歴史家、文学評論家
- Hubert Gordon Schauer - 文学史家
- Karel Píč - エスペラント作家

### 定住したことのある人物
- Magdalena Dobromila Rettigova - チェコ語初の料理本を執筆。1834年から1845年に死去するまでリトミシュルに在住。

### その他
- Olbram Zoubek - Litomyšl Castle Vault Galleryで彫刻が常設展示されている。

## 下位区分
- Litomyšl-město
- Kornice
- Lány
- Nedošín
- Nová Ves u Litomyšle
- Pazucha
- Pohodlí
- Suchá
- Zahájí
- Záhradí

## 放送局
リトミシュル近郊には、短波から中波の電波局が設置されている。この北緯49°49'07.00"、東経16°18'27.00"に位置する電波局の短波発信機は、高さ105mの電波塔を用いるチェコ国内で最も重要な短波電波局である。その少し南東、北緯49°48'38"、東経16°18'5"には、2本の125mに達する中波(1287 kHz、150 kW)のためのマストが張られている。

## 姉妹都市
- ワンツト（英語版）(ポーランド) [3]
- レヴォチャ(スロヴァキア)
- ケストヘイ(ハンガリー)